# Magnus Henriksson
Magnus II Henriksson (ur. przed 1148, zm. 1161 w Örebro) – pochodzący z Danii król Szwecji w latach 1160–1161.
Był synem Henrika Skadelåra (jego ojciec był synem duńskiego króla Swena II z nieprawego łoża) i Ingrid Ragnvaldsdotter, wnuczki króla Szwecji Inge I Starszego. Jego żoną była przyrodnia siostra Brygida, córka norweskiego króla Haralda IV Gille z nieprawego łoża. Nic nie wiadomo o tym, by mieli dzieci
Magnus próbował przejąć władzę wobec wyniszczających walk między dynastiami Erykidów i Swerkerydów o szwedzki tron, uznając się za ostatniego potomka z dynastii Stenkila (panującej w latach 1060-1130). Był wspomniany w dokumencie z 1148 roku, natomiast nie ma o nim informacji z lat 50. XII wieku. Być może był zamieszany w morderstwo Swerkera I Starszego. Chcąc zyskać koronę, poparł możnych domagających się zniesienia nakazu płacenia dziesięciny, co popierał król Eryk. Jak głosi legenda w 1160 roku król Eryk IX wychodził z mszy w Uppsali w Dzień Wniebowstąpienia, gdy zbrojna banda pod wodzą Magnusa napadła go. Został zrzucony z konia, następnie go torturowano i obcięto głowę. Nowy król nie cieszył się władzą długo, gdyż rok później został zamordowany lub wypędzony z kraju na rozkaz swego następcy, Karola VII Sverkerssona.